# Gerold Siedler

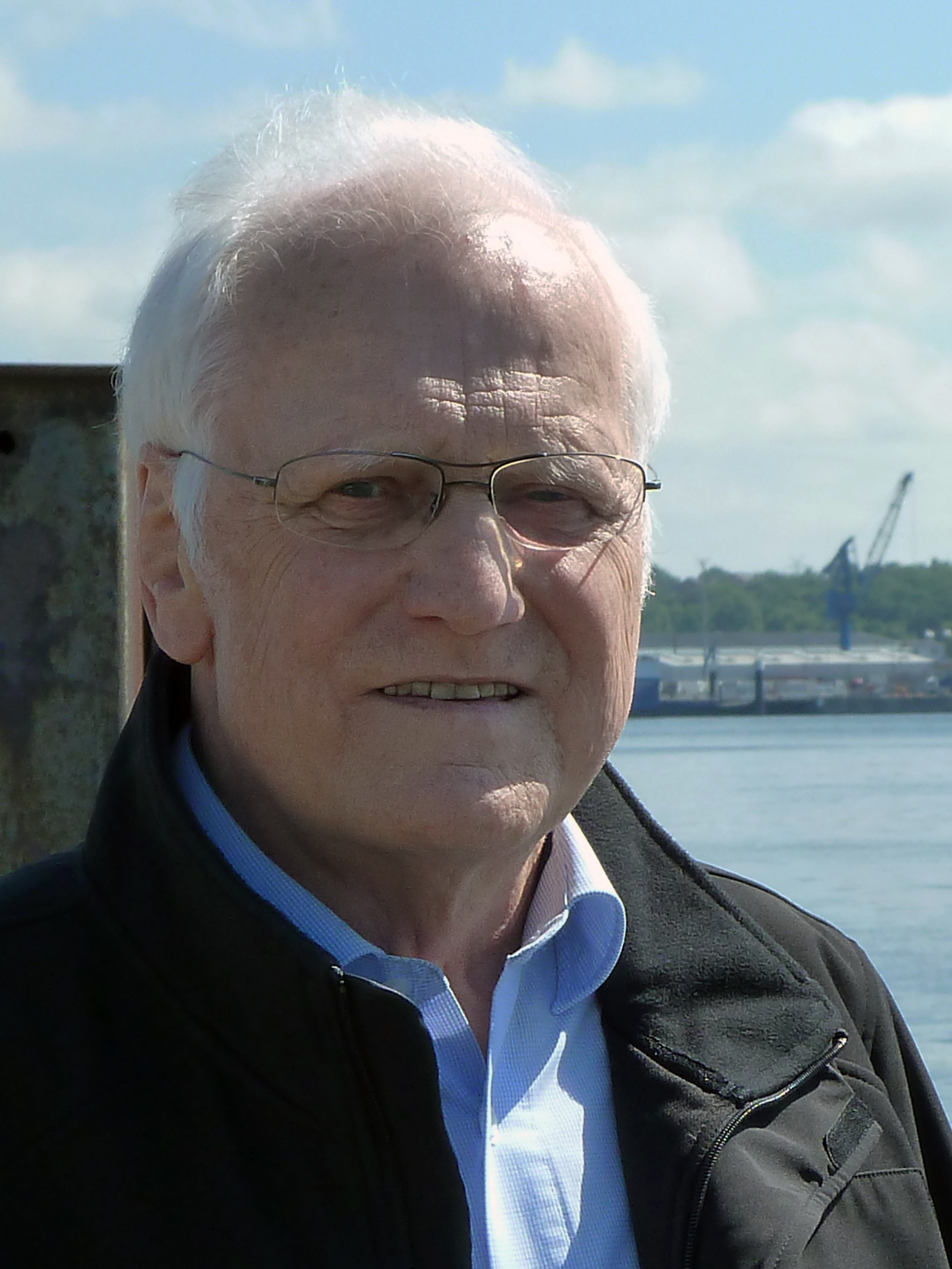
Gerold Siedler (2013)

Gerold Siedler (* 16. August 1933 in Olmütz, Tschechoslowakei) ist ein deutscher physikalischer Ozeanograph. Er war Professor an der Universität Kiel und am GEOMAR Helmholtz-Zentrum für Ozeanforschung Kiel.

## Leben
Gerold Siedler wurde in Olmütz (Tschechisch: Olomouc), damals Tschechoslowakei, geboren. In den Kriegsjahren 1939–1945, besuchte er Schulen in Reichenberg (jetzt Liberec) und Prag, und nach Kriegsende in Weimar, bevor die Familie 1946 in Plön, Schleswig-Holstein wieder zusammenfand. Dort beendete er die Schule (siehe Gymnasium Schloss Plön) 1953 mit dem Abitur.

## Wissenschaftliche Laufbahn
1953 startete Gerold Siedler sein Studium der Physik, Mathematik und Geophysik an der Universität Kiel, und arbeitete mit seinem Doktorvater Werner Kroebel und erlangte 1960 den Doktorgrad in Physik. Seine Dissertation im Feld der Akustik ließ ihn einen Vocoder entwickeln, der es ihm ermöglichte, die menschliche Sprache nach Frequenz und Amplitude in ihre Bestandteile zu zerlegen. Unter seinem Mentor Günter Dietrich begann Gerold Siedler anschließend seine Karriere als Physikalischer Ozeanograph am Institut für Meereskunde (jetzt GEOMAR Helmholtz-Zentrum für Ozeanforschung Kiel), wo er bis zu seiner Pensionierung 1998 blieb. Er erhielt 1966 seine Habilitation in Ozeanographie und Geophysik der Universität Kiel für seine Arbeit über die Zirkulation und Schichtung in Bab al-Mandab, Rotes Meer.
1969 wurde er Professor für physikalische Ozeanographie an der Universität Kiel. Während seiner Zeit als Professor am Institut für Meereskunde und an der Universität Kiel hatte er folgende Positionen inne:
- Direktor der Abteilung Meeresphysik, 1969–1998[5]
- Direktor des Instituts für Meereskunde, 1976–1978
- Dekan der Mathematisch-Naturwissenschaftlichen Fakultät der Christian-Albrechts-Universität zu Kiel, 1991–1992
- Emeritus Professor, seit 1998[6]

Seine Arbeit trug dazu bei, das Wissen zur Ozeanzirkulation und ihrer Bedeutung für das Klima, zu Randströmungen, zu ozeanischen Fronten, zu Strömungsänderungen, zu Vermischungsprozessen und zu internen Wellen zu erweitern. Darüber hinaus war er aktiv an der Entwicklung ozeanographischer Instrumente beteiligt.
Gerold Siedler unternahm nicht weniger als 28 Forschungsexpeditionen, viele von denen als Fahrtleiter. Er verbrachte eine signifikante Zeit auf dem deutschen Forschungsschiff RV Meteor II (1964) und half beim Design des Nachfolgers, die RV Meteor III (1986). Er spielte eine fundamentale Rolle in der Entwicklung des Programms „World Ocean Circulation Experiment“ (WOCE) einschließlich der Definition von Standards für die ozeanographische Probenahme, die für den Erfolg des Programms von entscheidender Bedeutung waren. Am Höhepunkt von WOCE war er der Co-Herausgeber der ersten Auflage des Buches „Ocean Circulation and Climate: Observing and Modelling the Global Ocean“, welches 2001 veröffentlicht wurde, und dem 2013 die zweite Auflage „Ocean Circulation and Climate: A 21st Century Perspective“ folgte.
Über mehrere Jahre arbeitete er als Gastwissenschaftler im Ausland, am häufigsten an der Woods Hole Oceanographic Institution (USA) und an der University of Hawaii (USA), außerdem an der Université Pierre et Marie Curie in Paris und am IFREMER in Brest (Frankreich), an der University of Miami und NOAA/AOML (USA), am Jet Propulsion Laboratory in Pasadena (USA), am Instituto Canario de Ciencias Marinas (Spanien) und an der University of Cape Town.

## Lehre
Als Privatdozent und anschließend als Professor an der Universität Kiel lehrte Gerold Siedler seit 1966. Er war zusätzlich als Gastprofessor der Woods Hole Oceanographic Institution / Massachusetts Institute of Technology (USA), am International Centre for Theoretical Physics in Triest (Italien), an der Universität Hamburg, an der Universidad de Las Palmas de Gran Canaria (Gran Canaria, Spanien), an der Universidad de La Laguna (Teneriffa, Spanien), und an der Universidad de Concepción (Chile). Er betreute die wissenschaftlichen Arbeiten in Kiel von nicht weniger als 70 Diplom-, Doktorand- und Habilitationsstudenten.

## Ämter

### Mitglied von nationalen Beratungsgremien
Deutsche Forschungsgemeinschaft:
- Mitglied des Senats der Kommission für Wasserforschung, 1968–1977
- Mitglied des Senats der Kommission für Ozeanographie, 1974–1995, Vorsitz 1986–1995
- Mitglied des Deutschen Landesausschusses des Scientific Committee on Oceanic Research (SCOR), 1975–1995; Vorsitz, 1980–1995[15]
- Mitglied des Koordinierungsstabes für das deutsche meteorologische Forschungsflugzeug, 1978
- Fachgutachter Physik (Ozeanographie und Physik in der Atmosphäre), 1980–1988

Bundesministerium für Forschung und Technik (jetzt Bundesministerium für Bildung und Forschung):
- Mitglied des Ausschusses für Forschungsschiffe und Unterwassersysteme, 1969–1971
- Mitglied des Ausschusses für Messtechnik und Apparatebau, 1970–1973
- Mitglied des Ausschusses für Messnetz in Nord- und Ostsee, 1974–1995
- Mitglied des Fachausschusses Meeresforschung und Meerestechnik, 1975–1978
- Beauftragter für die deutsch-brasilianische wissenschaftlich-technologische Zusammenarbeit im Bereich der Ozeanographie, 1983–1989
- Vorsitzender des Deutschen WOCE-Komitees (World Ocean Circulation Experiment), 1986–1989

GKSS-Forschungszentrum Geesthacht (Helmholtz-Zentrum Geesthacht – Zentrum für Material- und Küstenforschung).
- Mitglied des technisch-wissenschaftlichen Beirats, 1976–1981[3]

### Mitglied von internationalen Beratungsgremien und Organisationen
- Scientific Committee on Oceanic Research (SCOR) of the International Council for Science (ICSU):
- Mitglied, Working Group 21 „Current meter intercomparison“[17], 1966–1974
- Mitglied, Working Group 34 „Internal dynamics of the ocean“[18], 1976–1982
- Vorsitzender, Working Group 43 „Oceanography related to the GARP Atlantic Tropical Experiment (GATE)“[19], 1972–1978
- Vize-Präsident, 1980–1983; Präsident, 1983–1988; Past-Präsident, 1988–1992[15]
- International Association for the Physical Sciences of the Oceans (IAPSO) der International Union of Geodesy and Geophysics (IUGG): Vize-Präsident, 1975–1979[20]
- Programme National d’Etude de la Dynamique du Climat (PNEDC), France: Mitglied, 1988–1992[3]
- Scientific Steering Group of the World Ocean Circulation Experiment (WOCE): Mitglied der Exekutive, 1989–1993[21]
- Woods Hole Oceanographic Institution, USA: Visiting Committee Mitglied, 1992
- Europäische Kommission, Brüssel: Mitglied des Mid-Term Evaluation Panel of Marine Science and Technology Program II, 1995[22]

## Ehrungen
- Gewidmete Sonderausgabe „New Views of the Atlantic: A Tribute to Gerold Siedler“, Deep Sea Research Part II: Topical Studies in Oceanography, 1999.[23][24]
- Alexander von Humboldt – Forschungspreis 2004/2005, National Research Foundation, Südafrika.[25][26]